# Paracoryne huvei
Paracoryne huvei är en nässeldjursart som beskrevs av Picard 1957. Paracoryne huvei ingår i släktet Paracoryne och familjen Paracorynidae. Inga underarter finns listade i Catalogue of Life.